# Luisa Niemesch
Luisa Helga Gerda Niemesch (ur. 7 września 1995 roku) – niemiecka zapaśniczka walcząca w stylu wolnym. Dwukrotna olimpijka. Zajęła dziewiąte miejsce w Paryżu 2024 w kategorii do 62 kg i dwunaste w Rio de Janeiro 2016 w kategorii 58 kg.
Piąta na mistrzostwach świata w 2017 i 2023. 
Srebrna medalistka mistrzostw Europy w 2021 i 2024; brązowa w 2023 i 2025; piąta w 2014 i 2016. Piąta w indywidualnym Pucharze Świata w 2020. Trzynasta na igrzyskach europejskich w 2015. Wicemistrzyni świata juniorów w 2014. Trzecia na MŚ U23 w 2018 i ME U-23 w 2017 roku.
Mistrzyni Niemiec w latach: 2013, 2014, 2017, 2018, 2019, 2022 i 2023, a druga w 2012 i 2015 roku.